# Mkilua
Mkilua là một chi thực vật thuộc họ Annonaceae. Chi này hiện chỉ chứa 1 loài là Mkilua fragrans Verdc., 1970 bản địa Kenya và Tanzania.